# Voltone dei Caccianemici
Il Voltone dei Caccianemici è un passaggio ad arco che sorge nel centro storico di Bologna, al di sotto di quella che era una torre, parte del sistema delle torri bolognesi.

## Storia
Il voltone sorse dove era anticamente la Porta Sant'Agata, aperta sulle mura delle Quattro Croci, in un tratto coincidente con la cerchia muraria di Bononia, risalente al periodo romano. La sua ricostruzione medievale si deve alla famiglia Pascipoveri, che qui aveva una torre. Durante la signoria dei Visconti il voltone fece parte del sistema difensivo detto della "Cittadella Nuova". La famiglia Caccianemici, di parte guelfa come quella Pascipoveri, divenne proprietaria dell'arco e delle case circostanti nel 1394. Il complesso fu saccheggiato e distrutto nel 1473 da un assalto popolare, guidato da Giovanni II Bentivoglio, per vendicare un delitto commesso dal figlio di Cristoforo Caccianemici. Presso il voltone aperto su via dè Toschi da via Foscherara, gli edifici medievali superstiti offrono spunti su quello che era possibile vedere al tempo: ad esempio all'angolo con via Marchesana sono ancora visibili alcuni archi sporgenti con una ricca mensola rinascimentale; di fronte al voltone è ancora visibile un esempio di casa romanica, con travi di rovere ingabbiate, che fu di proprietà della nobile famiglia de' Foscherari.